# Couleur du sol
Pour un article plus général, voir Sol (pédologie).

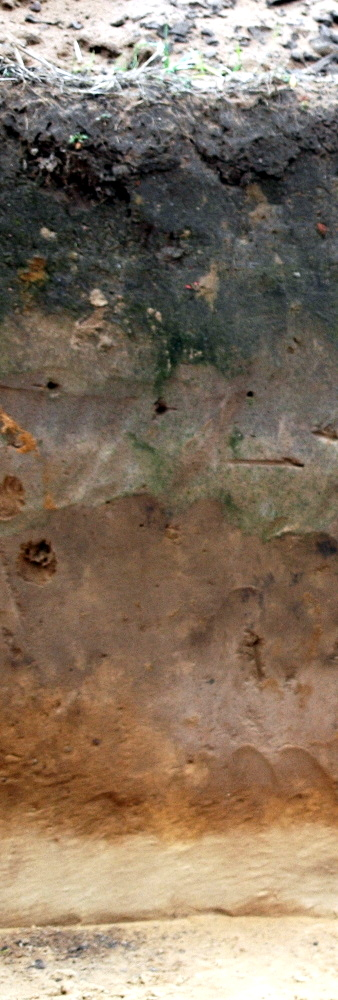
Observation in situ d'un profil de podzol, chaque horizon étant une couche repérable et distincte par sa couleur, ainsi que ses caractéristiques physiques, chimiques et biologiques.

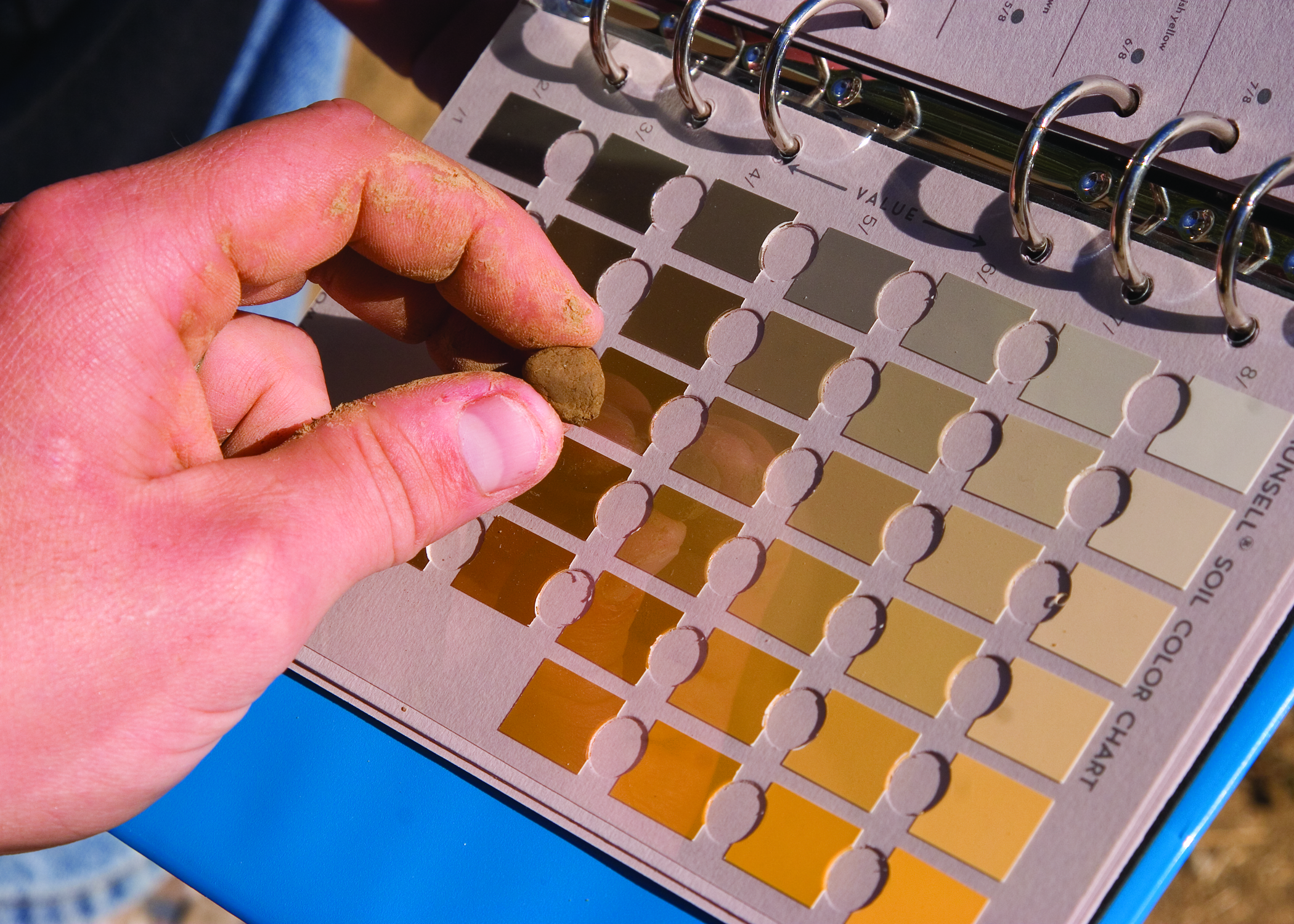
La couleur d'un sol est codée par comparaison avec le nuancier de Munsell (en).

La couleur du sol est une donnée très utilisée, aussi bien dans les études de terrain (écologie, profil cultural pour l'agriculteur ou l'agronome) que dans les systèmes de classifications des sols.

## Origine des couleurs des sols
Les teintes des sols plus ou moins claires ou sombres, plus ou moins jaunes ou rouges dépendent de trois composants principaux : des calcaires (clairs), des composés organiques (sombres, carbone résiduel des plantes non décomposé) et de la quantité de fer (sous forme d'oxydes et d'hydroxydes. Cette dernière caractéristique enregistre la fonction oxydation-réduction du sol : une couleur ocre suggère la formation d'un sol en milieu bien drainé et oxydant ; des couleurs gris-bleu, gris verdâtre ou grisâtres caractérisent un sol hydromorphe marqué par un engorgement permanent ou quasi permanent (milieu réducteur qui engendre l'anoxie et la réduction du fer et l'apparition de[Quoi ?] . Dans certains sols hydromorphes soumis alternativement à des processus d'oxydation et de réduction, donnent naissance à des horizons pédologiques caractérisés par leur bariolage qui associe des traînées grises et des taches ocreuses.

## Les oxydes de fer, révélateurs colorés du climat et de l’état d’oxygénation des sols
Les oxydes de fer sont formés par altération des minéraux ferromagnésiens constitutifs de la roche-mère. Selon le climat (climats froids, climats tempérés, climats chauds à saisons contrastées, selon l'acidité du milieu, son potentiel redox, et l'absence ou la présence de matière organique complexante, il se forme des oxydes de fer (hématite, maghémite) ou des oxyhydroxydes de fer (goethite, limonite, lépidocrocite) confèrent aux sols leurs couleurs (sols rouges méditerranéens ou tropicaux, sol brun des régions tempérées, et tous les sols ocres à base de kaolinite-goethite qui donnent des couleurs jaune, rouille, brun rougeâtre à brun foncé),.

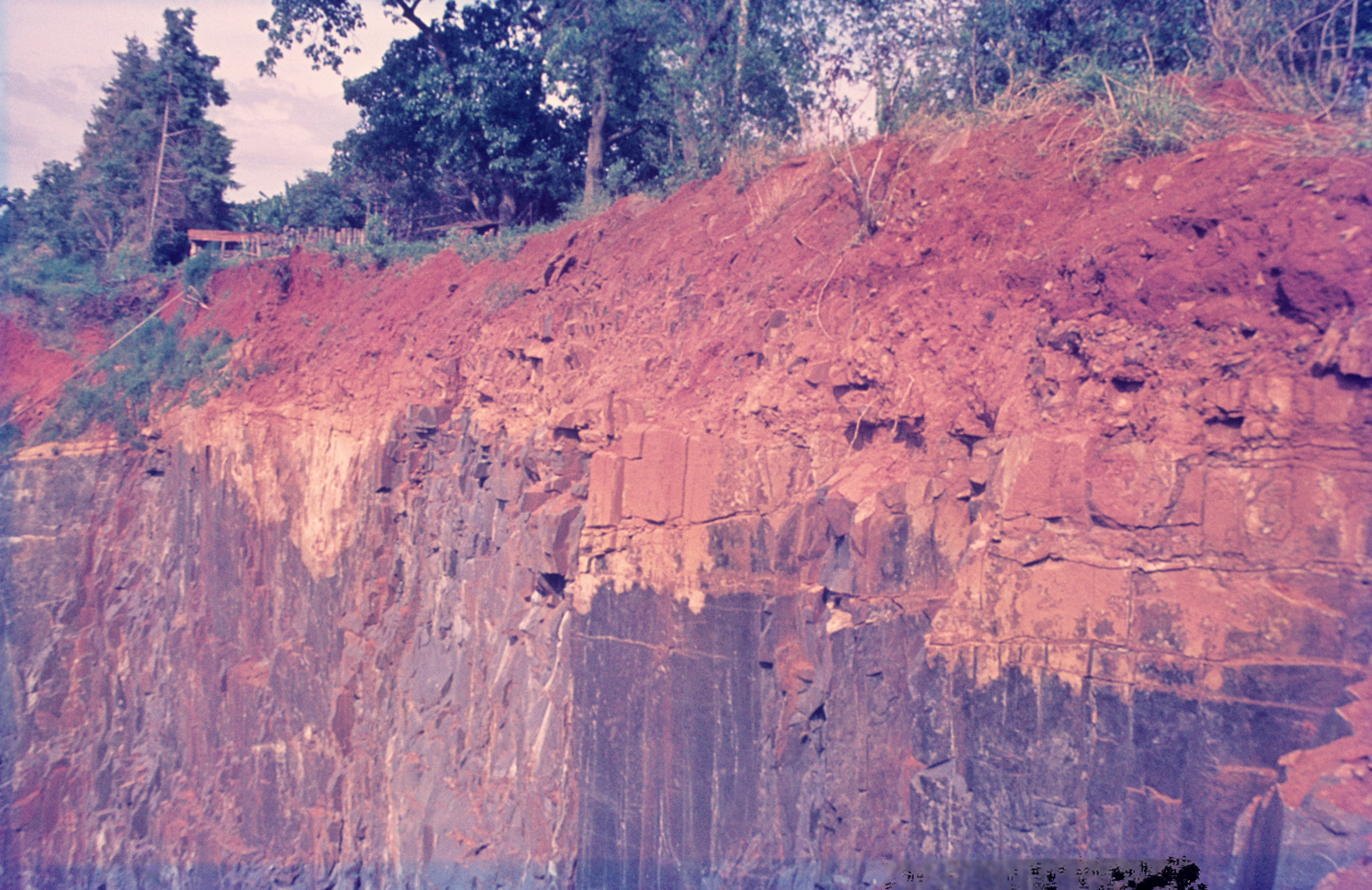
La couleur rouge de la formation latéritique est due à l'hématite.
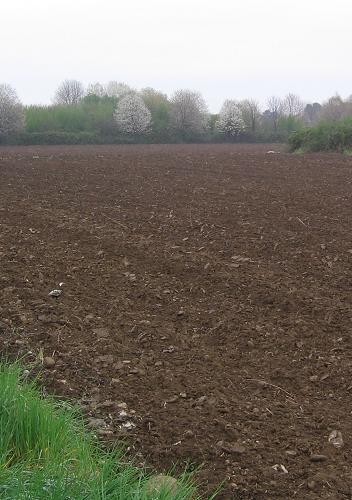
Sol brun dont la couleur vient de la goethite associée à de nombreux colloïdes organiques